# Lethrus dostojevskii
Lethrus dostojevskii är en skalbaggsart som beskrevs av Semenov 1899. Lethrus dostojevskii ingår i släktet Lethrus och familjen tordyvlar. Inga underarter finns listade i Catalogue of Life.